# Kriegsgräberstätte Altona

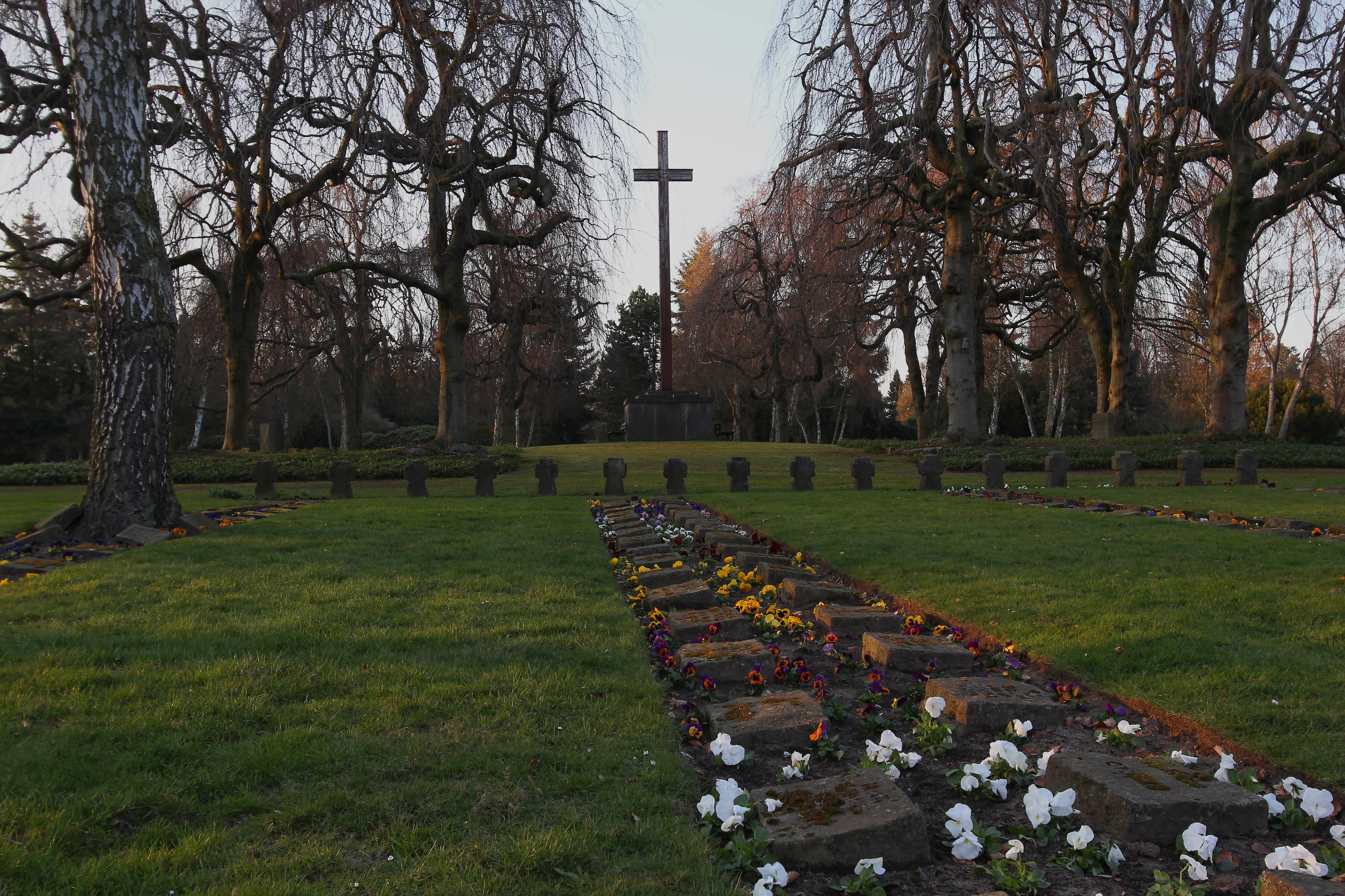
Kriegsgräberstätte Altona, Hochkreuz mit Gräberfeldern

Die Kriegsgräberstätte Altona (auch genannt: Ehrenfriedhof) befindet sich im nördlichen Teil des Friedhofs Altona in Hamburg. Hier sind deutsche Soldaten, die im Zweiten Weltkrieg fielen und Opfer der mehrmaligen Bombardierung aus Altona sowie KZ-Opfer, deren Urnen zum Friedhof Altona überführt wurden, beigesetzt.

## Lage

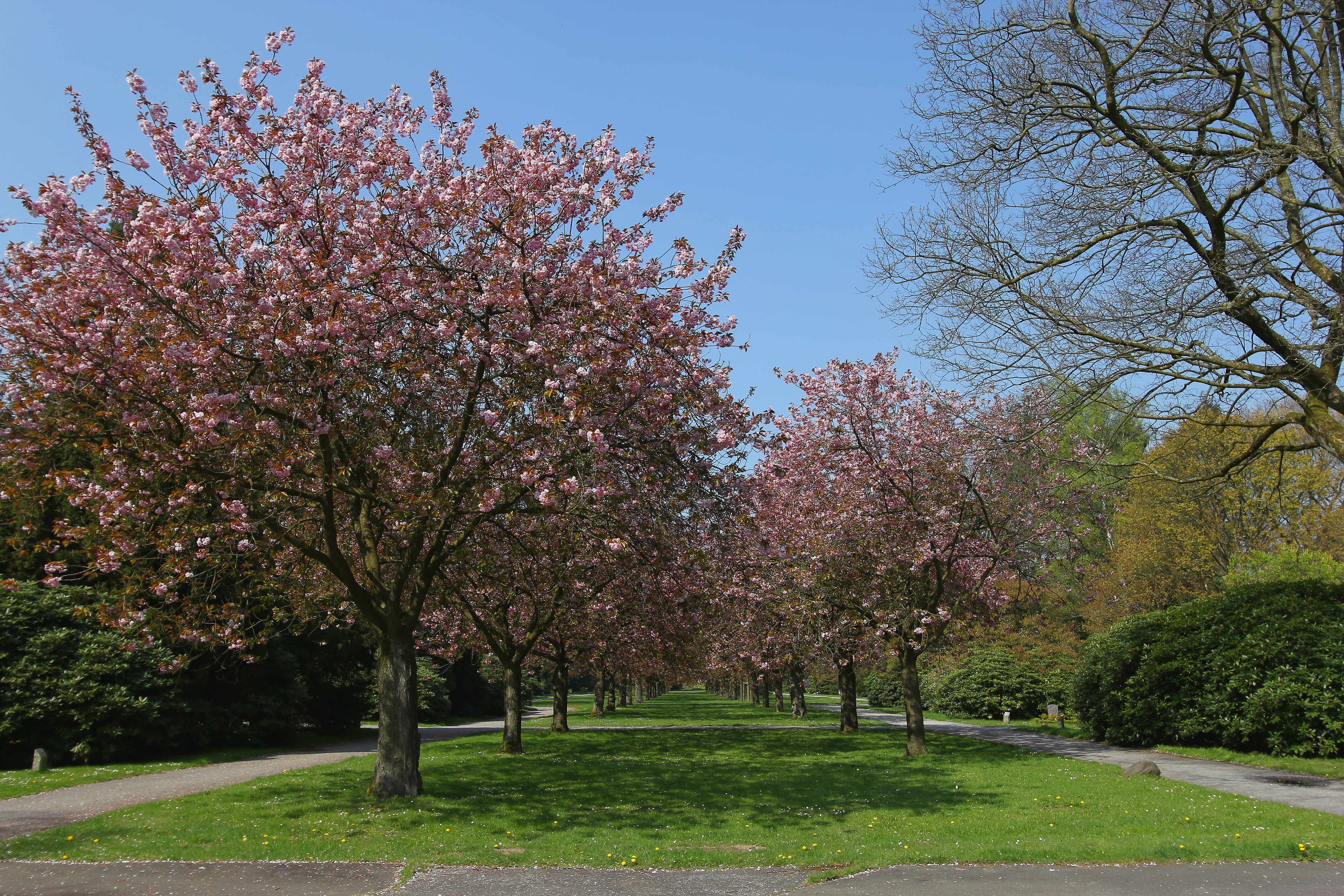
Friedhof Altona: Zierkirschenallee zur Kriegsgräberstätte

Vom Haupteingang des Friedhofs Altona in der Stadionstraße 5 führt die Zierkirschenallee 600 Meter nordwärts direkt zum hölzernen Hochkreuz, um das die Kriegsgräber angelegt sind.

## Anlage

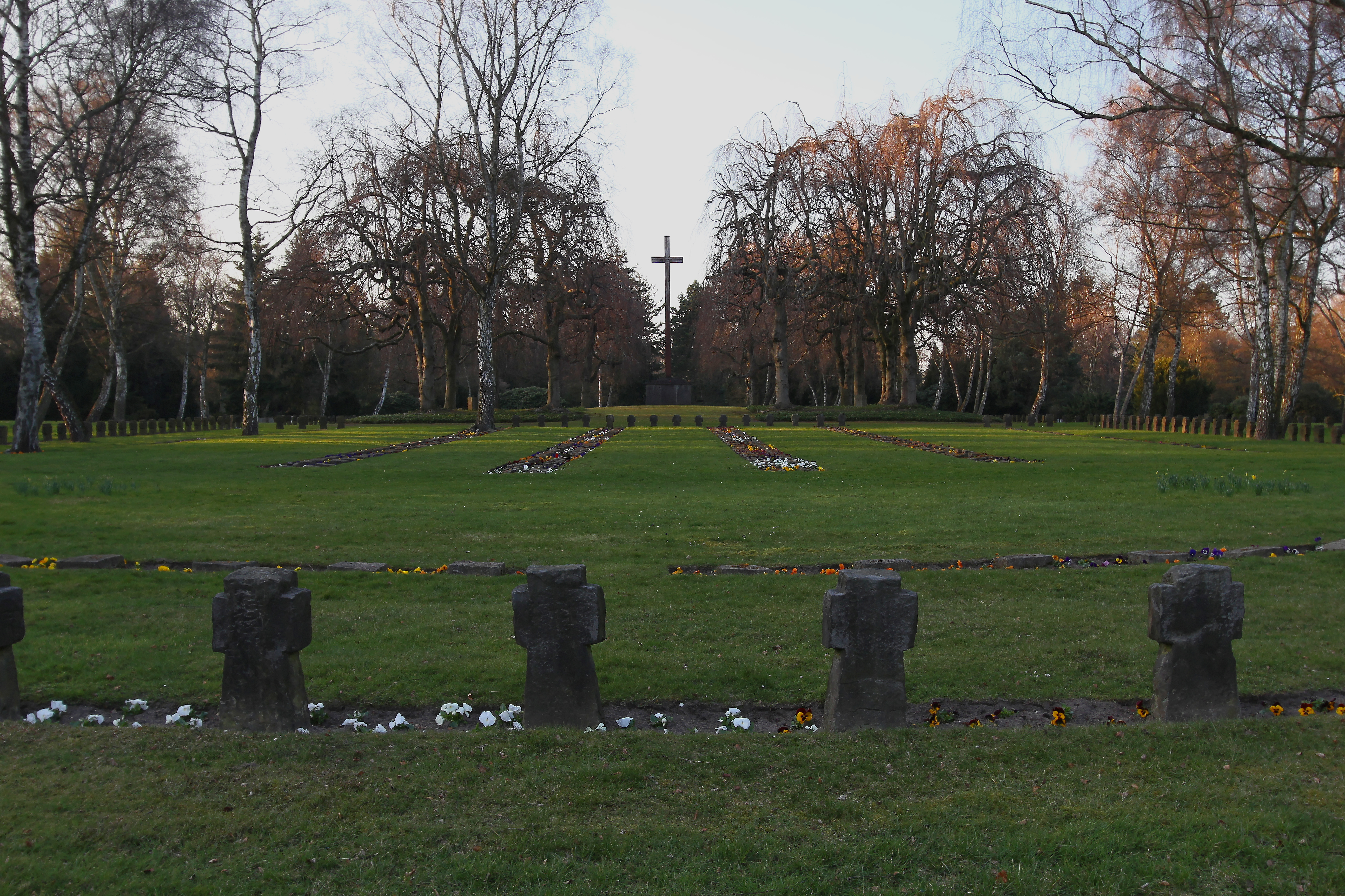
Stehende Steinkreuze

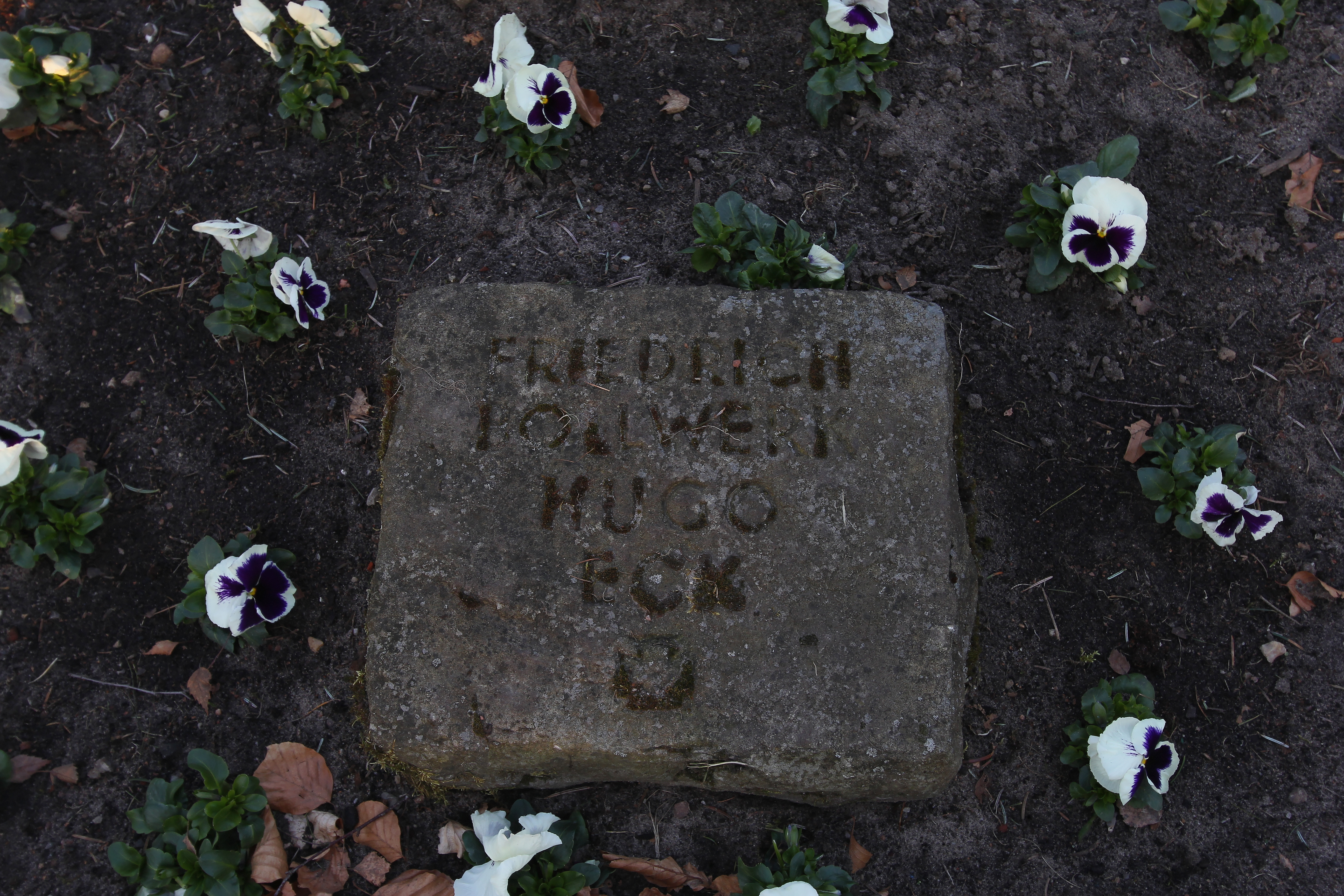
Liegende Grabplatte

Die Kriegstoten wurden im Zweiten Weltkrieg verstreut auf dem Friedhofsgelände bestattet und erst gegen Ende der 1960er-Jahre auf die zentrale Kriegsgräberstätte umgebettet. Die überwiegende Zahl der Grabstellen sind Gräber von zivilen Bombenopfern aus Altona, aber auch 115 Soldatengräber. In der Mitte befindet sich das Hochkreuz. Um das Hochkreuz sind vier Gräberfelder für Soldaten angelegt, darum ringförmig weitere Soldatengräber. Die Gräber der etwa 5000 Bombenopfer sind außen herum in Form eines Kreuzes angeordnet. Im Feld XVI befinden sich die Gräber von 20 KZ-Opfern (Widerstandskämpfer, Homosexuelle). Als Grabsteine finden entweder stehende Steinkreuze oder liegende Grabplatten mit zwei Namen Verwendung. Die Steine sind bis auf das Symbol eines Eisernen Kreuzes und den Namen des Toten schmucklos, Geburts- und Sterbedaten sind nicht angegeben.
Die Namen der Toten mit Geburts- und Sterbedatum sind im Internet abrufbar.